# Harbour Town Golf Links
Harbour Town Golf Links är en golfbana i USA, på Hilton Head Island, i Beaufort County, South Carolina. På banan spelas tävlingen Verizon Heritage som ingår i PGA-touren. Tävlingen spelas vanligtvis i april. Tidskriften GOLF Magazine har utsett banan till den bästa i delstaten South Carolina. Banan ritades av Pete Dye, med hjälp av Jack Nicklaus. Den öppnade 1967.

## Baninformation
Banan är på par 71, från samtliga utslagsplatser. Den bana som eliten spelar mäter 6 376 meter.